# ビトリオール法
ビトリオール法(ドイツ語:Vitriolverfahren)とは、硫酸を大量生産するための最も古い方法である。この方法は天然に存在する硫化物の鉱石を熱分解することで行われる。
1870年に接触法が開発されるまで硫酸の製造で使用され続けた。

## 歴史

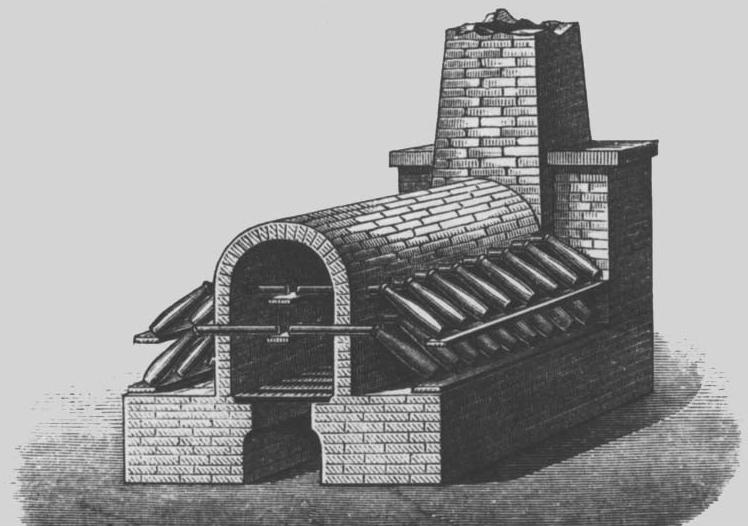
ビトリオール法で使用された窯

ジャービル・ブン・ハイヤーンによる最初の硫酸の発見の後、製造法は錬金術師のアルベルトゥス・マグヌスとバジル・バレンタインによってより詳細に解明された。彼らは原料としてミョウバンと胆礬（硫酸銅）を挙げている。 16から19世紀には硫酸の需要が高まったため、ビトリオール法が工業規模で使用された。 ノルトハウゼンで大量生産が始まると、この製品はノルトハウゼンビットリオルとも呼ばれた。ここでは硫酸鉄（II）（硫酸鉄）を原料として使用した。これをレトルトで加熱し、三酸化硫黄に変換し、そこから水と反応させてビトリオールオイルと呼ばれる硫酸を得た。大量のビトリオールオイルを得るために、複数のレトルトをギャレーオーブンで並列に接続した装置が作られた、そのうちのいくつかは多層構造をしていた。 19世紀半ばから1900年代初頭にヨハン・デビッド・フォン・スタルクによって設立されたスタルク社の硫酸工場は、ボヘミアの街で最も重要な施設だった。1873年には12の工場で最大120機のギャレーストーブが使用され、1つのギャレーストーブには約300個のレトルトがあった。ボヘミアでの硫酸の総生産量は1845年には約50,000キンタル（2,800トン相当）にもなった。
この製造法は費用と手間がかかるため、 ルブラン法による大量生産によって引き起こされた大幅な需要の増加により代わるものが求められた。18世紀に開発された鉛室法は最大で78％の濃度を達成することができるので、ビトリオール法は依然として濃硫酸の製造のために使用され続けた。 1870年から接触法によって、濃硫酸を大量に安価に得ることができるようになった。 

## 手順
この方法は、高温での硫酸塩の分解と、水と三酸化硫黄の反応により硫酸が精製されることに基づいている。最初のステップで硫酸鉄が酸素と高温で分解され、次に硫酸鉄（III）が酸化鉄と三酸化硫黄に分解する。
{\displaystyle \mathrm {6\ FeSO_{4}\cdot 7\ H_{2}O+O_{2}\longrightarrow 2\ Fe_{2}(SO_{4})_{3}+2\ FeO+42\ H_{2}O} }
硫酸鉄の酸化
{\displaystyle \mathrm {Fe_{2}(SO_{4})_{3}\longrightarrow Fe_{2}O_{3}+3\ SO_{3}} }
硫酸鉄(III)の分解
得られた三酸化硫黄は、水と反応して硫酸になる。
{\displaystyle \mathrm {SO_{3}+H_{2}O\longrightarrow H_{2}SO_{4}} }

## 文献
- クロース・プリースナー：ヨハン・クリスチャン・ベルンハルトとビトリオール酸、in： Chemistry in our time 、1982、16、5、pp。149–159。